# Golden Gala Pietro Mennea 2024
Il Golden Gala Pietro Mennea 2024 è stata la 44ª edizione dell'annuale meeting di atletica leggera, tredicesima tappa del circuito Diamond League 2024. Le competizioni hanno avuto luogo presso lo stadio Olimpico di Roma il 30 agosto 2024.

## Programma
| # | Orario | Specialità         |
| - | ------ | ------------------ |
| 1 | 19:30  | Lancio del disco   |
| 2 | 19:48  | Salto triplo       |
| 3 | 20:15  | Getto del peso     |
| 4 | 21:04  | 400 metri          |
| 5 | 21:20  | Salto in alto      |
| 6 | 21:55  | 110 metri ostacoli |
| 7 | 22:04  | 5000 metri         |
| 8 | 22:52  | 100 metri          |

| # | Orario | Specialità         |
| - | ------ | ------------------ |
| 1 | 20:37  | Salto con l'asta   |
| 2 | 21:15  | 100 metri ostacoli |
| 3 | 21:24  | 3000 metri siepi   |
| 4 | 21:41  | Salto in lungo     |
| 5 | 21:44  | 200 metri          |
| 6 | 22:28  | 400 metri ostacoli |
| 7 | 22:37  | 1500 metri         |

     Specialità valide per la Diamond League

## Risultati
Prestazione che stabilisce il nuovo record del meeting.

### Uomini
| Specialità       |                  | Prestazione | 2º classificato   | Prestazione | 3º classificato                   | Prestazione |
| 100 m            | Letsile Tebogo   | 9"87        | Christian Coleman | 9"92        | Fred Kerley                       | 9"95        |
| 400 m            | Muzala Samukonga | 43"99       | Kirani James      | 44"30       | Jereem Richards                   | 44"55       |
| 5000 m           | Hagos Gebrhiwet  | 12'51"07    | Yomif Kejelcha    | 12'51"25    | Selemon Barega                    | 12'51"39    |
| 110 m ostacoli   | Sasha Zhoya      | 13"18       | Asier Martínez    | 13"27       | Omar McLeod                       | 13"29       |
| Salto triplo     | Andy Díaz        | 17,32 m     | Max Heß           | 17,01 m     | Almir dos Santos                  | 16,89 m     |
| Salto in alto    | Woo Sang-hyeok   | 2,30 m      | Romaine Beckford  | 2,30 m      | Oleh Doroshchuk Gianmarco Tamberi | 2,27 m      |
| Getto del peso   | Ryan Crouser     | 22,49 m     | Leonardo Fabbri   | 21,70 m     | Payton Otterdahl                  | 21,63 m     |
| Lancio del disco | Kristjan Čeh     | 68,61 m     | Rojé Stona        | 67,85 m     | Mykolas Alekna                    | 67,68 m     |

### Donne
| Specialità       |                     | Prestazione | 2º classificato | Prestazione | 3º classificato | Prestazione |
| 200 m            | Brittany Brown      | 22"00       | Anavia Battle   | 22"27       | Daryll Neita    | 22"46       |
| 1500 m           | Faith Kipyegon      | 3'52"89     | Freweyni Hailu  | 3'54"16     | Birke Haylom    | 3'54"79     |
| 100 m ostacoli   | Ackera Nugent       | 12"24       | Masai Russell   | 12"31       | Nadine Visser   | 12"52       |
| 400 m ostacoli   | Anna Cockrell       | 52"59       | Shiann Salmon   | 53"20       | Shamier Little  | 54"15       |
| 3000 m siepi     | Winfred Yavi        | 8'44"39     | Peruth Chemutai | 8'48"03     | Faith Cherotich | 8'57"65     |
| Salto con l'asta | Nina Kennedy        | 4,83 m      | Sandi Morris    | 4,83 m      | Alysha Newman   | 4,73 m      |
| Salto in lungo   | Tara Davis-Woodhall | 7,02 m      | Monae' Nichols  | 6,82 m      | Quanesha Burks  | 6,66 m      |